# Malayopotamon
Malayopotamon is een geslacht van kreeftachtigen uit de klasse van de Malacostraca (hogere kreeftachtigen).

## Soorten
- Malayopotamon batak Ng & Wowor, 1991
- Malayopotamon brevimarginatum (de Man, 1892)
- Malayopotamon gestroi (Nobili, 1900)
- Malayopotamon granulatum (de Man, 1892)
- Malayopotamon granulosum (Balss, 1937)
- Malayopotamon javanense (Bott, 1968)
- Malayopotamon lipkei Wowor & S. H. Tan, 2010
- Malayopotamon similis Ng & S. H. Tan, 1999
- Malayopotamon sumatrense (Miers, 1880)
- Malayopotamon tobaense (Bott, 1968)
- Malayopotamon turgeo Ng & S. H. Tan, 1999
- Malayopotamon weh Ng, 2014